# Rio Grande Valley Vipers 2017-2018
La stagione 2017-18 dei Rio Grande Valley Vipers fu l'11ª nella NBA D-League per la franchigia.
I Rio Grande Valley Vipers arrivarono secondi nella Southwest Division con un record di 29-21. Nei play-off vinsero il primo turno con i Texas Legends (1-0), perdendo poi la semifinale con gli Austin Spurs (1-0).

## Roster
| N° | Naz.                   | Ruolo | Sportivo           | Anno | Alt. | Peso |
| -- | ---------------------- | ----- | ------------------ | ---- | ---- | ---- |
| 0  | Stati Uniti (bandiera) | G     | Kyle Davis         | 1995 | 183  | 79   |
| 0  | Stati Uniti (bandiera) | G     | Brianté Weber      | 1992 | 188  | 75   |
| 1  | Stati Uniti (bandiera) | G     | Tony Wroten        | 1993 | 198  | 93   |
| 2  | Stati Uniti (bandiera) | G     | Markel Brown       | 1992 | 191  | 84   |
| 2  | Stati Uniti (bandiera) | G     | Demetrius Jackson  | 1994 | 185  | 91   |
| 3  | Stati Uniti (bandiera) | G     | R.J. Hunter        | 1993 | 196  | 84   |
| 4  | Stati Uniti (bandiera) | G     | Danuel House       | 1995 | 198  | 100  |
| 5  | Stati Uniti (bandiera) | A     | Troy Williams      | 1994 | 201  | 95   |
| 6  | Stati Uniti (bandiera) | A     | Chris Walker       | 1994 | 208  | 100  |
| 8  | Stati Uniti (bandiera) | G     | Darius Morris      | 1991 | 193  | 88   |
| 9  | Cina (bandiera)        | AC    | Zhou Qi            | 1996 | 216  | 95   |
| 11 | Stati Uniti (bandiera) | G     | Monté Morris       | 1995 | 191  | 79   |
| 13 | Stati Uniti (bandiera) | G     | Julien Lewis       | 1992 | 193  | 88   |
| 14 | Stati Uniti (bandiera) | A     | Tyler Lydon        | 1996 | 206  | 100  |
| 20 | Stati Uniti (bandiera) | A     | Shane Richards     | 1994 | 196  | 84   |
| 22 | Stati Uniti (bandiera) | G     | Kevin Hardy        | 1993 | 188  | 82   |
| 23 | Stati Uniti (bandiera) | C     | Chinanu Onuaku     | 1996 | 208  | 111  |
| 25 | Stati Uniti (bandiera) | A     | Craig Victor       | 1995 | 206  | 107  |
| 32 | Brasile (bandiera)     | G     | Georginho          | 1996 | 196  | 93   |
| 35 | Stati Uniti (bandiera) | A     | Cleanthony Early   | 1991 | 203  | 95   |
| 55 | Stati Uniti (bandiera) | A     | Isaiah Hartenstein | 1998 | 213  | 102  |

## Staff tecnico
- Allenatore: Matt Brase
- Vice-allenatori: Joseph Blair, Cody Toppert